# Krzysztof Kudławiec
Krzysztof Kudławiec (en español, Cristóbal Kudławiec) (Gorlice, 19 de septiembre de 1969) es un eclesiástico católico polaco afincado en Ecuador; obispo de Daule desde 2022.

## Biografía
Nació el 19 de septiembre de 1969, en Glinik Mariampolski, pueblo de Gorlice, de la entonces República Popular de Polonia.
Realizó su formación primaria y secundaria en su ciudad natal. 
Ingresó al Seminario Mayor de Rzeszów, donde realizó sus estudios eclesiásticos. Obtuvo el bachillerato en Teología, en la Pontificia Academia Teológica de Cracovia.
Realizó estudios de Misionología, en el Centro de Formación Misionera de Varsovia (2001-2002).

### Sacerdocio
Su ordenación sacerdotal fue el 25 de mayo de 1995, en la Catedral de Rzeszów, a manos del obispo Kazimierz Górny; incardinándose en la diócesis de Rzeszów.
Como sacerdote desempeñó los siguientes ministerios:
- Vicario parroquial de Nockowa (1995-1998).
- Vicario parroquial de Rzeszów (1998-2000).[2]

En 2002, fue enviado como misionero a Ecuador y tuvo los siguientes cargos:
- Párroco en Pedro Pablo Gómez, Manabí (2002-2008).
- Director diocesano de las Obras Misionales Pontificias (2009-2014; 2017-2022).

A finales de 2009, fue nombrado párroco primis de la creada parroquia Santa María Bernarda, Chone.
- Párroco de San Francisco de Asís, Calderón-Manabí (2018-2022).[2]
- Responsable de la organización del IX Congreso Nacional Misionero (CONAMI), que tuvo lugar sede en Portoviejo (2018).
- Vicario episcopal territorial de Zona Centro-Oriental (2018-2022).

### Episcopado
El 22 de abril de 2022, el papa Francisco lo nombró Obispo de Daule. Fue consagrado el 25 de junio del mismo año, en la Catedral Santuario Señor de los Milagros, a manos del arzobispo Andrés Carrascosa Coso. Tomó posesión canónica el mismo día de su ordenación.